# Karel Konrád (novinář)

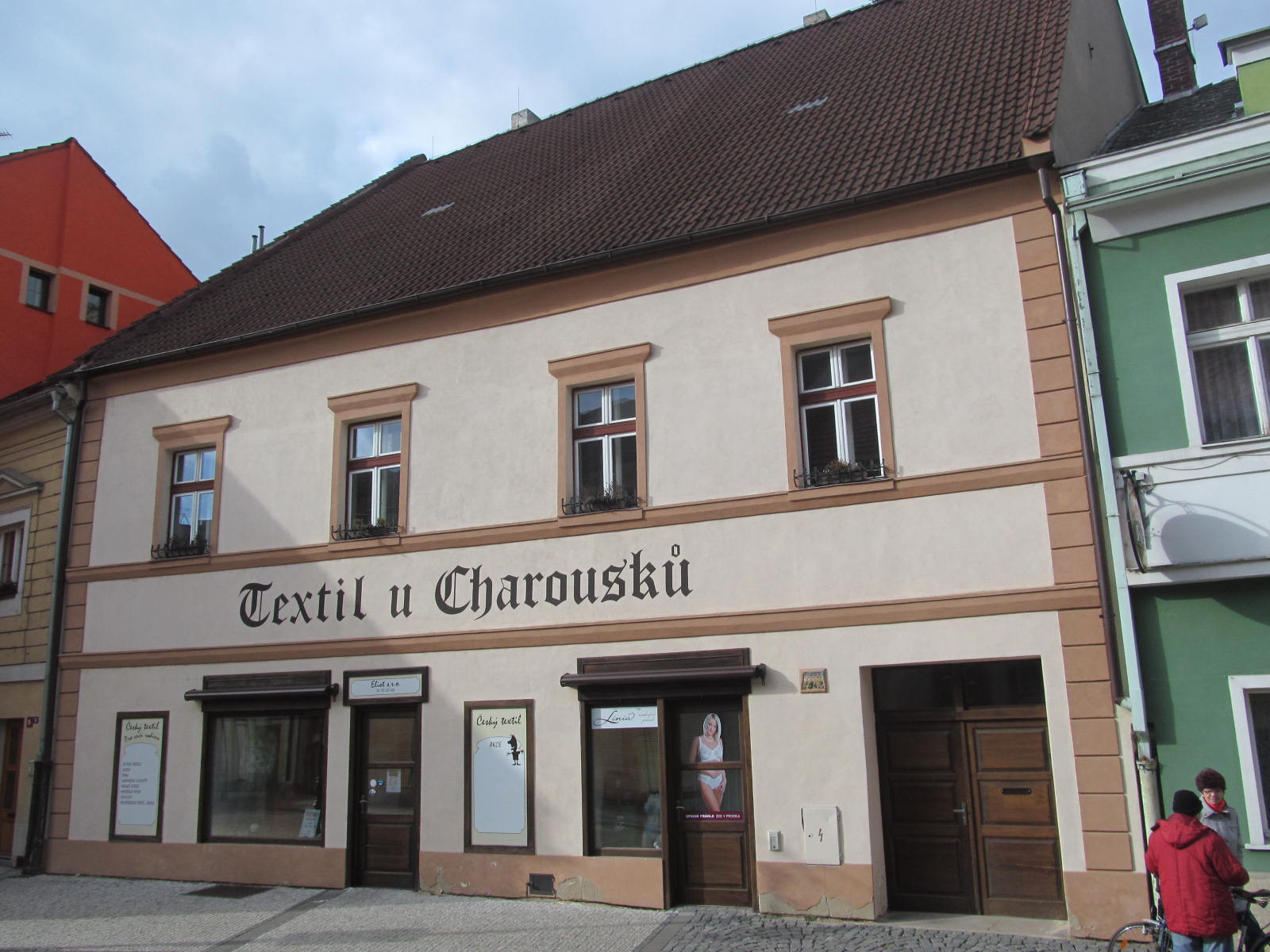
Rodný dům Karla Konráda v Lounech (Pivovarská 16)

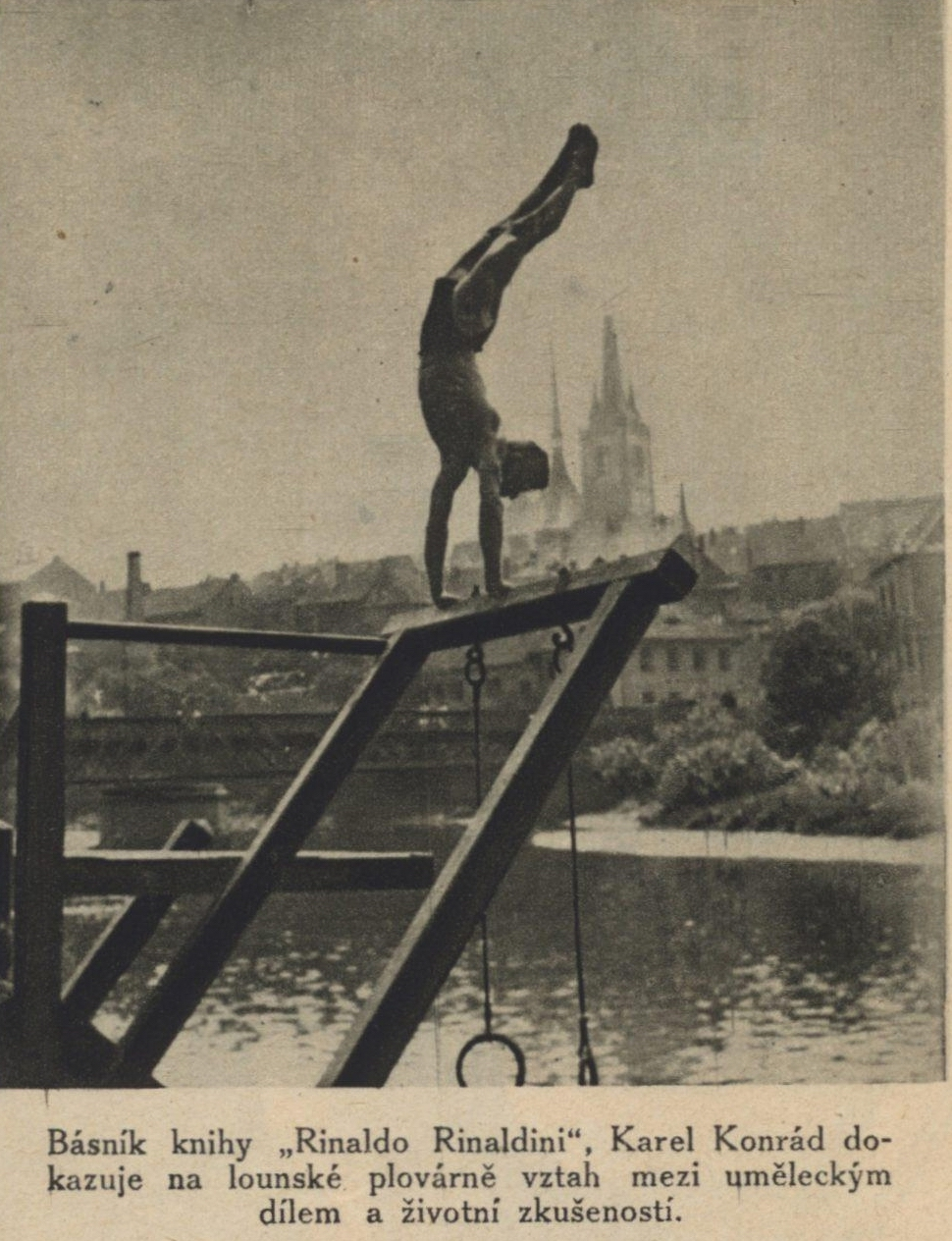
Karel Konrád na lounské plovárně (Pestrý týden 1927)

Karel Konrád (28. března 1899, Louny – 11. prosince 1971, Praha) byl český spisovatel a novinář, člen skupiny Devětsil.

## Život
Narodil se v rodině lounského obchodníka s moukou Karla Konráda (1855–1931) a matky Marie, rozené Valdové (1864–1949). Studoval na lounské reálce spolu s K. Bieblem. V roce 1917 obdržel válečnou maturitu a poté byl odveden do armády. Jeho vojenský výcvik v istrijské Rijece trval sedm měsíců a skončil díky českému lékaři, který jej vyřadil jako zdravotně neschopného. Po první světové válce (listopad 1918 až leden 1919) se dobrovolně zúčastnil obsazování Slovenska československou armádou. Začal studoval chemii na technice, ale po třech semestech skončil a v roce 1922 složil doplňovací maturitu v Jindřichově Hradci. V letech 1919–1922 byl mimořádným posluchačem na Filozofické fakultě Univerzity Karlovy, studium ale nedokončil z důvodu hmotné nouze. Od září 1922 pracoval jako učitel v obecné škole v Ledcích, po pěti měsících byl propuštěn kvůli levicově orientované politické činnosti. Poté už se věnoval výhradně literatuře.
V roce 1925 pracoval jako redaktor v Rudém právu, zde se nepohodl a z redakce odešel. Byl spoluzakladatelem časopisu Trn (1924–1932), který redigoval až do roku 1933.  K. Konrád v roce 1930 cestoval po Francii a Itálii; po roce 1945 po Jugoslávii, SSSR a Polsku. O poválečných cestách psal reportáže. 29. prosince 1939 se oženil s Milenou Polanovou, dcerou plzeňského kritika a básníka Bohumila Polana (vlastním jménem Bohumil Čuřín, 1887–1971). Během druhé světové války žil s rodinou  v ústraní v jižních a severních Čechách.

### Po roce 1945
V letech 1945–1958 byl redaktorem Rudého práva. Od roku 1946 se zapojil do činnosti ve filmovém studiu Barrandov, kde působil v různých poradních sborech až do roku 1957, kdy odešel do penze.
V roce 1946 podepsal prokomunistické „Májové poselství kulturních pracovníků českému lidu!“ publikované před květnovými volbami do Ústavodárného Národního shromáždění. Májový předvolební manifest komunistů podepsalo celkem 843 kulturních pracovníků a komunisté volby vyhráli. Později podepsal prokomunistickou výzvu Kupředu, zpátky ni krok!, jež byla vydána dne 25. února 1948 pro podporu komunistického převratu. V září 1949 podepsal „Provolání československých kulturních pracovníků k jugoslávskému lidu“. Rok 1953 byl prohlášen jako „Rok Julia Fučíka“. V sérii doprovodných akcí a soutěží byl Karel Konrád jedním z členů literární poroty.

## Dílo
Jeho tvorba byla ovlivněna poetismem. Knihy Karla Konráda byly přeloženy do maďarštiny, němčiny, srbochorvatštiny a polštiny.

### Časopisy a deníky
Karel Konrád přispíval do řady periodik jako Trn (1924–1932), Tvorba (1927–1947), Plamen (1959–1965) Večerník Rudého práva (1924–1926) a mnoha dalších.

### Knižní vydání (pouze první vydání v češtině)
- Robinsonáda (Praha, Erna Janská, 1926)
- Rinaldino (román, Praha, Jan Fromek, 1927)
- Dinah (Praha, Václav Petr, 1928), hlavním hrdinou je muž, který se dostane do vězení. Zde smí poslouchat gramofon a on se podle hlasu zamiluje do černošské zpěvačky Dinah
- Dvojí stín (s kresbou Toyen, 1930)
- Ve směru úhlopříčny (Praha, Emil Hanf, 1930), autorovy vzpomínky na mládí, vystupují zde skuteční lidé, ale jejich příběhy jsou smyšlené. Hrdiny jsou studenti, kteří museli zanechat studia a odejít na vojnu. Kniha je pojmenována podle rozkazu po kterém všichni touží.
- Rozchod! (Praha, Sfinx, Bohumil Janda, 1934)
- Středozemní zrcadlo (Praha, Zápotočný a spol., 1935)
- Malíř Vojtěch Tittelbach (Soukromý tisk, v úpravě prof. L. Sutnara, Praha, Jaromír Valenta a Jaromír Wiesner)
- Postele bez nebes (Praha, František Borový, 1939), autor se obrací do dětství, líčí skupinu dětí (chlapců a jedné dívky, kteří se snaží napodobit život dospělých. Svět dospělých se odráží v jejich hrách.
- Epištoly k nesmělým milencům (Ilustroval František Tichý, Praha, Melantrich, 1941)
- Z rodné květnice (Kresbami vyzdobila Ludmila Jiřincová, Praha, F.J. Müller, 1942)
- Břeh snů (Praha, Melantrich, 1944)
- Postní krůpěje (Aforismy a poznámky o umění, Praha, Melantrich, 1945)
- Postele bez nebes (Praha, Svoboda, 1948)
- Šestinásobná ozvěna (obálka a ilustrace Lva Šimáka, Praha, Svoboda, 1948)
- Tkáno z kopřiv (Praha, Svoboda, 1948)
- Fanfáry a hrany (Praha, Melantrich, 1949)
- Místo rudých růží (Na paměť doubravských hrdinů, Praha, Svoboda, 1949)
- Zápisník z dovolené (Praha, František Borový, 1949)
- Doprovody (Praha, Svoboda, 1950)
- Julius Fučík v Lounech (Praha, Svoboda, 1950)
- Slyš mě! (Graficky vyzdobil Lev Šimák, Praha, Mír: Druž. práce, 1950)
- Co na srdci (Praha, Svět sovětů, 1951)
- Nikdy se nespokojte s podružnou rolí! (Praha, Československý spisovatel, 1951)
- Konstantinu Bieblovi (dvěma rytinami vyzdobil J.A. Švengsbír, Praha, Československý spisovatel, 1952)
- Projíždíš novým Polskem (Praha, Československý spisovatel, 1952)
- Projíždíš novým Polskem (Praha, Mír: Družstevní práce, 1952)
- Středozemní zrcadlo (Próza z dob hosp. krise, Praha, Mladá fronta, 1952)
- Na černé hodince (Praha, Orbis, 1953)
- Vyprávění o Jiřím Purkyňovi (Praha, Československý spisovatel, 1953
- Zdeňku Nejedlému k 75. narozeninám (sborník/ redigoval Karel Konrád ... [et al.], Praha, Československý spisovatel, 1953)
- Jugoslávské kolo (Praha, Československý spisovatel, 1956)
- Epigramy (Obrázky Vratislav Hlavatý, Praha, Mladá fronta, 1958)
- Okouzlení lidem i zemí (Praha, Československý spisovatel, 1960)
- Na černé hodince (ilustroval Miroslav Klomínek, Praha, Státní nakladatelství dětské knihy, 1961)
- Kočko, kočko kočkatá (Pro nejmenší, namalovala Gabriela Dubská, Praha, SNDK, 1963)
- Nevzpomínky (Praha, Československý spisovatel, 1963)
- Pavel a Hedvika (Ústí nad Labem, Severočeské nakladatelství, 1975)
- Odleťte, ptáci mé slabosti (uspořádal a doslov napsal Jiří Tomáš ilustroval Vladimír Renčín, Praha, Novinář, 1989)